# Lermontov (città)
Lermontov in russo Лермонтов? è una cittadina della Russia europea meridionale (Kraj di Stavropol'), situata alle falde del massiccio montuoso del Beštau, 190 km a sudest del capoluogo Stavropol'.
Fondata nel 1953, Lermontov ricevette lo status di città nel 1956; la città deve il suo nome al poeta russo Michail Jur'evič Lermontov.

## Società

### Evoluzione demografica
Fonte: mojgorod.ru
- 1959: 10.800
- 1970: 15.100
- 1989: 20.800
- 2002: 22.964
- 2007: 22.400